# 人工唾液
人工唾液（じんこうだえき、英：artificial saliva）は、人工的に作られた口腔潤滑剤（代用唾液）。
具体的な商品としては、「サリベート」（Saliveht、帝人ファーマ社）がある。

## 概要
病をもつ患者にとって、本人の安眠・介護人や家族、医師との会話の不快感を減少させることは、全身の治癒力を高めることにも繋がる。
口腔ケアは介護人にとっては大変重要である。
看護する側にとっても家族にとっても医師にとっても、歯の衛生・口中の衛生を日々保ち続けることは大変な労力と気遣いが要求される。これらの問題解消に、殺菌作用がある唾液が多く分泌されることは補助的かつ有効な手段であり、安全かつ安定した口腔衛生に有用な可能性がある。
入院時または家庭での治療時、高齢者や疾病で入院中の患者の口腔の乾燥状態は歯肉の衛生状態の悪化により、全身の水分代謝が悪くなることがある。また、患者にとって口内・唇の乾き・喉の痛み・喉の渇きなどの不快症状は心身のストレスにもつながる。
これらのリスクを緩和するため、補助的に用いることで、口腔内ケアをする介護人も含めた本人のストレスを省くことができる有用性が高い。

## サリベート
家庭または病院において説明書記載の方法で一日数回、口内に塗って用いる。
外用であることから内服のように内臓に負担をかけることがない。
他の内服薬（漢方薬・唾液促進作用のある西洋医学薬）と重複投与による副作用の心配がない事も有用性の一つと言える。

## その他
口腔乾燥・不快感・喉の声がれについての他の解決策としては内服では「ムコソルバン」、漢方薬では「麦門湯」などが口腔乾燥を防ぎ、唾液の分泌を促進する。どちらも安価に処方されるので、院内処方などにおいて入院時、家庭での看護をする際には相談して処方してもらうとよい。
喉の痛みによる不快感・声がれについて:喉の痛みに用いられる薬品には「トランサミン」がある。